# Ущелина (фільм)
«Ущелина» (англ. The Gorge) — американський романтичний бойовик режисера Скотта Дерріксона за сценарієм Зака Діна. У головних ролях Майлз Теллер, Аня Тейлор-Джой і Сігурні Вівер. Прем'єра відбулась 14 лютого 2025 року на Apple TV+.

## Сюжет
Двоє елітних снайперів — американець Лівай Кейн і литовка Драса Канаіте, що працює на Росію — отримують загадкове завдання: впродовж одного року стежити за двома сторонами глибокої ущелини, не знаючи, що ховається всередині. Лівай розташовується в Західній вежі, а Драса — у Східній. Їхнє завдання — за будь-яку ціну не допустити виходу з ущелини того, що там міститься. Вежі цілком автономні, захищені автоматичними кулеметами та мінами. Ущелина замаскована від супутників, тому там немає зв'язку. Колишній британський морський піхотинець, якого замінив Лівай, розповідав, що ущелина, ніби портал до пекла, населена істотами, яких називають «порожніми людьми». Він також згадав, що ще в 1940-х роках 2400 солдатів увійшли в ущелину — і жоден з них не повернувся. Коли піхотинець покидає Західну вежу, здаючи пост Ліваю, його забирає вертоліт. Але під час польоту піхотинця застрелюють.
Щоденне завдання Лівая полягає в тому, щоб оглядати огорожу на краю ущелини, за потреби замінювати акумулятори в пристроях охорони та перезаряджати кулемети. Раз на місяць він доповідає про становище невідомим керівникам. Хоч їм і заборонено контактувати, Драса порушує правило і починає обмінюватися з Ліваєм записками, які він бачить з вікна своєї Вежі. Так, через секретне листування, вони невимушено зближуються. Однієї ночі «порожні люди» вилазять з ущелини і їх накриває вогонь автоматичних кулеметів. Драсу ранить уламок від міни, але вона самотужки лікується. Обоє продовжують спілкуватися записками та навіть грають за їхньою допомогою у шахи.
Через шість місяців Лівай вирішує відвідати Драсу, перетнувши ущелину за допомогою троса, який він прив'язує до ракети. Йому вдається перелізти на протилежний бік і вперше зустрітися з Драсою особисто.
У їхній розмові звучить відсилка до російсько-української війни, коли йдеться про снайперський рекорд В’ячеслава Ковальського у 3800 метрів, який боєць СБУ встановив у листопаді 2023 року. 
Проте, коли він намагався повернутися, на Західному боці спрацьовують міни через атаку «порожніх людей». Трос обривається і Лівай падає у глибину ущелини. Драса стрибає за ним із парашутом.
Дно ущелини вкрите жовтим туманом і якоюсь органічною субстанцією. Обоє знаходять покинуту лабораторію, де зі старого фільму дізнаються, як після Другої світової війни там проводили експерименти з біологічною зброєю. Землетрус спричинив витік небезпечних речовин, що накрив навколишню територію, включно з містом, і викликав мутації в людей, тварин і рослин, змішавши їхні ДНК. Попри численні напади істот Ліваю і Драсі вдається вижити. Вони натрапляють на бункер, де з записів на комп'ютері стає відомо, що ущелина була секретним полігоном компанії Darklake, яка намагається створити генетично модифікованих солдатів. Компанія періодично збирає зразки ДНК мутантів, спостерігаючи за їхнім розвитком, тому й не знищила досі ущелину.
За допомогою старого джипа та троса пара вибирається на поверхню, хоча Лівай отримує серйозну травму ноги. Керівництво Darklake в особі Бартолом'ю, побачивши Лівая та Драсу разом через камеру спостереження, вирішує, що обох треба вбити.
Darklake відправляє гелікоптер з бойовою групою, використовуючи також озброєні дрони для знищення снайперів. Проте Лівай і Драса нейтралізують ворогів і запускають протокол «Бродячий пес» — підривають ядерний заряд, який повинен знищити всю територію, якщо таємницю виявлять. Хоч Лівай і Драса встигають уникнути вибуху, ударна хвиля штовхає Лівая в річку і він зникає з поля зору.
Драса йде на карантин, щоб упевнитися, що мутаген не потрапив до її організму. Після цього вона вирушає до Франції, де чекає Лівая в узгодженому місці, але він так і не з'являється. Драса влаштовується офіціанткою в маленькому ресторані. Одного дня вона несподівано бачить Лівая, який, як виявилося, пережив падіння.

## Акторський склад
| Актор           | Роль          |
| --------------- | ------------- |
| Майлз Теллер    | Лівай Кейн    |
| Аня Тейлор-Джой | Драса Канаіте |
| Сігурні Вівер   | Бартолом'ю    |
| Вільям Хьюстон  | Ерікас        |
| Сопе Дірісу     | Джей Ді       |

## Виробництво
У грудні 2020 року сценарій Зака Діна «Ущелина» потрапив до «Чорного списку» найкращих сценаріїв Голлівуду, які не були екранізовані. У березні 2022 року режисером і продюсером фільму став Скотт Дерріксон. У серпні Майлза Теллера було обрано на головну роль, а також на роль виконавчого продюсера. У жовтні до акторського складу приєдналася Аня Тейлор-Джой, а Apple Original Films отримала права на фільм. Сігурні Вівер приєдналася до акторського складу в березні 2023 року.
Зйомки розпочалися в березні 2023 року в Лондоні, а також проходили на студії Warner Bros. у Лівсдені та в Уельсі.

## Випуск
Фільм вийшов на Apple TV+ 14 лютого 2025 року.

## Сприйняття
На агрегаторі рецензій Rotten Tomatoes фільм отримав 65 % схвальних рецензій критиків із середньою оцінкою 5,7/10. Консенсус вебсайту такий: «Змішуючи кілька жанрів, „Ущелина“ створює напрочуд привабливий роман, поки його обов'язки бойовика не повернуть процес на більш передбачуваний шлях». Середньозважена оцінка на Metacritic складає 57 зі 100 на основі 27 рецензій, що вказує на «змішані або посередні» оцінки.
Бенджамін Лі в The Guardian відгукнувся про «Ущелину» як про мокбастер, присвячений Дню святого Валентина (фільм вийшов 14 лютого), де набір безглуздих обставин штовхає закоханих головних героїв на дно ущелини, в якій існує світ, дещо схожий на «Анігіляцію». Сюжет і естетика ніби зшиті з багатьох інших фільмів, а розвиток подій дуже передбачуваний. Фільм не дає жодних підстав хвилюватися за майбутнє Лівая і Драси, тоді як у пари соціопатичних убивць могло бути щось похмуро-кумедне. «Ущелина» в підсумку мало чим відрізняється від інших продуктів AppleTV+.
Ловія Гярк'є в The Hollywood Reporter похвалила те, як двоє акторів спілкуються через ущелину за допомогою вивіреної міміки та мови тіла. Тейлор-Джой і Майлз Теллер прекрасно справляються зі своїми ролями, насолоджуючись гумором двох людей, які бачать одне одного, але не говорять. Поява ж словесних діалогів псує взаємодію персонажів. Спроби режисера нагнати жаху приходять надто пізно, щоб мати бажаний ефект. Багато ідей з «Ущелини» були б гарним ґрунтом для нервової наукової фантастики, якби реалізувалися в фільмі раніше.
Згідно з вердиктом Дениса Федорука на ITC.ua, попри явні недоліки (передбачуваність сюжету, слабкість другого акту, вигляд жителів ущелини), «Ущелина» — це невибаглива розвага про двох закоханих у обмеженому й небезпечному просторі, яку легко можна сприйняти за екранізацію якоїсь відеогри та насолоджуватися посиланнями на різні відомі й не дуже твори. Тому «Ущелина» є ідеальним фільмом для вечірнього дозвілля.